# Sueños de un hombre despierto
Sueños de un hombre despierto es el sexto álbum de Ismael Serrano. El primer sencillo del disco es Casandra.
El título de la producción se basa en la máxima del filósofo Aristóteles "La esperanza es el sueño de los hombres despiertos" y tiene precisamente esta idea como tema principal de sus composiciones.

## Lista de canciones
1. Casandra - 3:51
2. Canción para un viejo amigo - 3:50
3. Canción de amor y oficina - 5:17
4. Nana para un niño indígena - 5:26
5. Somos - 4:30
6. Zamba del emigrante (con Mercedes Sosa) - 3:50
7. Habitantes de alfa-Centauro encuentran la sonda Voyager - 3:04
8. Testamento vital - 3:37
9. Sesión continua - 5:13
10. Si se callase el ruido - 4:56
11. Te conocí - 3:02
12. Amores imposibles - 7:15
13. Para médicos y amantes - 3:27